# Tamy Glauser
Pour les articles homonymes, voir Glauser.
Tamy Glauser (2 janvier 1985 à Paris) est un mannequin non binaire suisse connu pour son look androgyne, ce qui lui permet de travailler aussi bien chez les hommes que les femmes,.

## Biographie
Tamy Glauser nait à Paris et grandit à Stettlen près de Berne.
Sa mère, Lolita Glauser, est à moitié nigériane, à moitié suissesse et était mannequin en France et aux Etats-Unis. Son père, Stefan Hofer, est Suisse et Tamy Glauser ne l'a rencontré qu'à l'âge de 17 ans.
À 21 ans, Glauser part à New York pour étudier la sociologie pendant quatre semestres.
À 27 ans, Glauser abandonne ses études, commence à travailler comme mannequin et apparait depuis 2012 chez Westwood, Gaultier, Givenchy, Rick Owens ou Louis Vuitton,,,.

## Vie privée
De 2016 à 2020, Glauser est en couple avec Dominique Rinderknecht, Miss Suisse 2013,. Tamy Glauser habite à Winterthour depuis 2020. Depuis 2021, Glauser se définit en tant que personne non binaire et n'utilise aucun pronom genré,.